# Maria Constantinescu
Maria Constantinescu (1956. július 5. –) olimpiai bronzérmes román evezős.

## Pályafutása
Az 1980-as moszkvai olimpián nyolcasban bronzérmet szerzett társaival: Angelica Aposteanuval, Marlena Zagonival, Rodica Frîntuval, Florica Bucurral, Rodica Pușcatuval, Ana Iliuțăval, Elena Bondarral és Elena Dobrițoiuval.

## Sikerei, díjai
- Olimpiai játékok – nyolcas
  - bronzérmes: 1980, Moszkva